# Romarinho
Romário Ricardo da Silva (Palestina, São Paulo, Brasil; 12 de diciembre de 1990) es un futbolista brasileño que juega como delantero en el Neom SC de la Liga Príncipe Mohammad bin Salman de Arabia Saudita. (No confundir con el hijo de Romário del mismo nombre)

## Trayectoria
Su relación con el fútbol se inició con el club de Río Branco (SP) en 2010. Al año siguiente jugó en San Bernardo (SP), donde no destacó demasiado. Posteriormente, en 2011 y principios de 2012, mientras jugaba en  Bragantino, su nivel de juego comenzó a ser reconocido. En aquel club, Romarinho fue considerado el jugador revelación del campeonato, anotando numerosos goles y consiguiendo ofrecer un fútbol de alta calidad. 
Debido a su nivel de juego, el futbolista llamó la atención de varios equipos brasileños grandes, como Santos y São Paulo. Fue finalmente el Corinthians quien lo fichó; si bien la idea inicial del club era tenerlo como préstamo y no contratarlo de inmediato, posteriormente se decidió que Romarinho firmaría por 4 temporadas con el Timão.
Su debut como titular fue en un derbi contra el Palmeiras, el 24 de junio de 2012, donde el jugador fue responsable de los dos goles con los que el Corinthians ganó 2-1 a su rival. En la final de ida de la Copa Libertadores 2012 ingresó al final de aquel partido y anotó el 1-1 ante Boca Juniors, con un remate que no pudo ser contenido por el portero Agustín Orión.

## Clubes
| Club         | País           | Año           |
| ------------ | -------------- | ------------- |
| Rio Branco   | Brasil         | 2009 - 2010   |
| São Bernardo | Brasil         | 2010 - 2011   |
| Bragantino   | Brasil         | 2011 - 2012   |
| Corinthians  | Brasil         | 2012 -2014    |
| El-Jaish SC  | Catar          | 2014-2017     |
| Al-Jazira    | EAU            | 2017-2018     |
| Al-Ittihad   | Arabia Saudita | 2018-presente |

## Estadísticas
| Club                  | Temporada     | Liga  | Liga  | Estatal | Estatal | Copa Nacional | Copa Nacional | Copa Internacional | Copa Internacional | Total | Total |
| Club                  | Temporada     | Part. | Goles | Part.   | Goles   | Part.         | Goles         | Part.              | Goles              | Part. | Goles |
| --------------------- | ------------- | ----- | ----- | ------- | ------- | ------------- | ------------- | ------------------ | ------------------ | ----- | ----- |
| Rio Branco · Brasil   |               |       |       |         |         |               |               |                    |                    |       |       |
| 2009                  | 0             | 0     | 0     | 0       | -       | -             | -             | -                  | 0                  | 0     |       |
| 2010                  | 0             | 0     | 13    | 1       | -       | -             | -             | -                  | 13                 | 1     |       |
| Total club            | 0             | 0     | 13    | 1       | -       | -             | -             | -                  | 13                 | 1     |       |
| São Bernardo · Brasil |               |       |       |         |         |               |               |                    |                    |       |       |
| 2010                  | 0             | 0     | -     | -       | -       | -             | -             | -                  | 0                  | 0     |       |
| 2011                  | 0             | 0     | 6     | 0       | -       | -             | -             | -                  | 6                  | 0     |       |
| Total club            | 0             | 0     | 6     | 0       | -       | -             | -             | -                  | 6                  | 0     |       |
| Bragantino · Brasil   |               |       |       |         |         |               |               |                    |                    |       |       |
| 2011                  | 21            | 9     | -     | -       | -       | -             | -             | -                  | 21                 | 9     |       |
| 2012                  | 2             | 1     | 23    | 6       | -       | -             | -             | -                  | 25                 | 7     |       |
| Total club            | 23            | 10    | 23    | 6       | -       | -             | -             | -                  | 46                 | 16    |       |
| Corinthians · Brasil  |               |       |       |         |         |               |               |                    |                    |       |       |
| 2012                  | 32            | 6     | -     | -       | -       | -             | 2             | 1                  | 34                 | 7     |       |
| 2013                  | 37            | 1     | 20    | 3       | 3       | 0             | 9             | 2                  | 69                 | 6     |       |
| 2014                  | 12            | 2     | 15    | 8       | 3       | 1             | -             | -                  | 30                 | 11    |       |
| Total club            | 81            | 9     | 35    | 11      | 6       | 1             | 11            | 3                  | 133                | 24    |       |
| Total carrera         | Total carrera | 104   | 19    | 77      | 18      | 6             | 1             | 11                 | 3                  | 198   | 41    |

(*) Actualizado el 27/07/14

## Palmarés

### Campeonatos regionales
| Título              | Club        | País   | Año  |
| ------------------- | ----------- | ------ | ---- |
| Campeonato Paulista | Corinthians | Brasil | 2013 |

### Campeonatos nacionales
| Título                      | Club       | País           | Año  |
| --------------------------- | ---------- | -------------- | ---- |
| Supercopa de Arabia Saudita | Al-Ittihad | Arabia Saudita | 2023 |
| Liga Profesional Saudí      | Al-Ittihad | Arabia Saudita | 2023 |

### Campeonatos internacionales
| Título                 | Club        | País   | Año  |
| ---------------------- | ----------- | ------ | ---- |
| Copa Libertadores      | Corinthians | Brasil | 2012 |
| Copa Mundial de Clubes | Corinthians | Japón  | 2012 |
| Recopa Sudamericana    | Corinthians | Brasil | 2013 |

(*) Actualizado el 5/06/23